# Christian Manz
Christian Manz est un superviseur d'effets visuels britannique, connu notamment pour son travail sur les films Harry Potter et Les Animaux fantastiques,.
Il a été nommé à l'Oscar des meilleurs effets visuels en 2010 pour le film Harry Potter et les Reliques de la Mort, partie 1.